# جيرهارد شيلر
جيرهارد شيلر (بالألمانية: Gerhard Scheler) (و. 1930 – 2014 م) هو فيزيائي من ألمانيا .
توفي عن عمر يناهز 84 عاماً.